# Survivor 44
Survivor 44 (v anglickém originále Survivor 44) je čtyřicátá čtvrtá řada americké reality show Survivor. Natáčela se v červnu roku 2022 a premiérově byla vysílána na CBS od 1. března do 24. května 2023.

## Poloha a doba natáčení
Série se odehrávala na Fidži, konkrétně na souostroví Mamanuca. Natáčela se od 5. do 30. června 2022.